# لیماسول
شهر لیماسول (به یونانی: Λεμεσός) در ناحیهٔ لیماسول در کشور قبرس واقع شده‌است. جمعیت این شهر ۹۲٬۲۱۰ نفر است.

## جستارهای وابسته

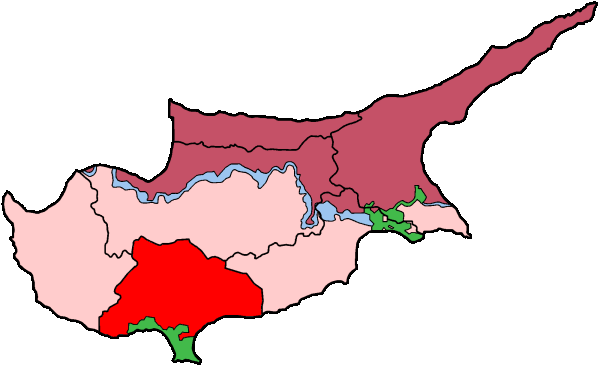